# Nordamerikanska mästerskapet i volleyboll för damer 2015
Nordamerikanska mästerskapet 2015 i volleyboll för damer genomfördes 27 september till 2 oktober 2015. Det var den 24:e upplagan av turneringen och 8 landslag från NORCECA:s medlemsförbund deltog. USA vann tävlingen för 8:e gången genom att besegra Dominikanska republiken i finalen. Nicole Fawcett utsågs till mest värdefulla spelare medan Andrea Rangel var främsta poängvinnare.

## Arenor
|                                                                              |  |  |
|                                                                              |  |  |
| Auditorio Unidad Deportiva Bicentenario Stad: Morelia Kapacitet: - Öppnad: - |  |  |

## Regelverk
Tävlingen genomfördes i två omgångar.
- Lagen spelade först ett gruppspel där alla mötte alla i respektive grupp.
- Därefter följe ett cupspel, segraren i varje grupp gick direkt till semifinal medan tvåan och trean i varje grupp spelade kvartsfinal. De förlorande lagen i kvartsfinalerna samt de sista lagen i respektive grupp spelade om platserna 5-8, de förlorande lagen i semifinalerna spelade en match om tredjeplatsen.

### Metod för att bestämma tabellplacering
I gruppspelet gällde att om slutresultatet var 3-0, tilldelades det vinnande laget 5 poäng och det förlorande laget 0 poäng, om slutresultatet var 3-1 var istället fördelningen 4 respektive 1 poäng och om slutresultatet var 3-2 var fördelningen 3 respektive två poäng. Denna poängfördelning skiljde sig från de poängfördelning som brukar användas där ett lag som mest kan få tre poäng och poängfördelningen är densamma för segrar med 3-0 och 3-1 i set. Placeringen i gruppen bestämdes av i tur och ordning:
- Antal vunna matcher
- Poäng
- Kvot vunna/förlorade set
- Kvot vunna/förlorade bollpoäng
- Inbördes möte

## Deltagande lag
| Lag                     | Kvalificerat genom | Deltog senast |
| ----------------------- | ------------------ | ------------- |
| Kanada                  | -                  | USA 2013      |
| Costa Rica              | -                  | USA 2013      |
| Kuba                    | -                  | USA 2013      |
| Mexiko                  | Värdland           | USA 2013      |
| Puerto Rico             | -                  | USA 2013      |
| Dominikanska republiken | -                  | USA 2013      |
| USA                     | -                  | USA 2013      |
| Trinidad och Tobago     | -                  | USA 2013      |

## Turneringen

### Gruppspelsfasen
| Grupp A    | Grupp B                 |
| ---------- | ----------------------- |
| Kanada     | Mexiko                  |
| Costa Rica | Puerto Rico             |
| Kuba       | Dominikanska republiken |
| USA        | Trinidad och Tobago     |

#### Grupp A

##### Resultat
| 27 september 2015 Auditorio Bicentenario, Morelia Speltid: 1h:09 - Åskådare: 800   | Costa Rica | 0 - 3 | USA        | 15-25, 11-25, 13-25               |
| 27 september 2015 Auditorio Bicentenario, Morelia Speltid: 1h:50 - Åskådare: 2 500 | Kuba       | 2 - 3 | Kanada     | 22-25, 25-18, 25-22, 20-25, 12-15 |
| 28 september 2015 Auditorio Bicentenario, Morelia Speltid: 1h:08 - Åskådare: 250   | Kuba       | 3 - 0 | Costa Rica | 25-14, 25-15, 25-21               |
| 28 september 2015 Auditorio Bicentenario, Morelia Speltid: 1h:09 - Åskådare: 1 600 | USA        | 3 - 0 | Kanada     | 25-15, 25-17, 25-19               |
| 29 september 2015 Auditorio Bicentenario, Morelia Speltid: 1h:03 - Åskådare: 200   | Kanada     | 3 - 0 | Costa Rica | 25-15, 25-12, 25-10               |
| 29 september 2015 Auditorio Bicentenario, Morelia Speltid: 1h:19 - Åskådare: 2 000 | USA        | 3 - 0 | USA        | 25-16, 25-18, 30-28               |

##### Sluttabell
| Pos. | Lag        | Pt | M | V | F | SV | SF | Kvot  | PV  | PF  | Kvot  |
| ---- | ---------- | -- | - | - | - | -- | -- | ----- | --- | --- | ----- |
| 1    | USA        | 15 | 3 | 3 | 0 | 9  | 0  | MAX   | 230 | 152 | 1.513 |
| 2    | Kanada     | 8  | 3 | 2 | 1 | 6  | 5  | 1.200 | 231 | 216 | 1.069 |
| 3    | Kuba       | 7  | 3 | 1 | 2 | 5  | 6  | 0.833 | 241 | 235 | 1.026 |
| 4    | Costa Rica | 0  | 3 | 0 | 3 | 0  | 9  | 0.000 | 126 | 225 | 0.560 |

      Vidare till semifinal.
      Vidare till kvartsfinal.

#### Grupp B

##### Resultat
| 27 september 2015 Auditorio Bicentenario, Morelia Speltid: 2h:13 - Åskådare: 2 000 | Dominikanska republiken | 3 - 2 | Puerto Rico             | 25-19, 25-19, 18-25, 20-25, 15-13 |
| 27 september 2015 Auditorio Bicentenario, Morelia Speltid: 1h:15 - Åskådare: 2 800 | Mexiko                  | 3 - 0 | Trinidad och Tobago     | 25-16, 25-12, 25-23               |
| 28 september 2015 Auditorio Bicentenario, Morelia Speltid: 1h:12 - Åskådare: 400   | Trinidad och Tobago     | 0 - 3 | Dominikanska republiken | 16-25, 14-25, 17-25               |
| 28 september 2015 Auditorio Bicentenario, Morelia Speltid: 2h:02 - Åskådare: 2 650 | Mexiko                  | 2 - 3 | Puerto Rico             | 20-25, 25-23, 16-25, 25-18, 11-15 |
| 29 september 2015 Auditorio Bicentenario, Morelia Speltid: 1h:11 - Åskådare: 1 275 | Puerto Rico             | 3 - 0 | Trinidad och Tobago     | 25-14, 25-14, 25-21               |
| 29 september 2015 Auditorio Bicentenario, Morelia Speltid: 1h:16 - Åskådare: 3 200 | Mexiko                  | 0 - 3 | Dominikanska republiken | 16-25, 18-25, 23-25               |

##### Sluttabell
| Pos. | Lag                     | Pt | M | V | F | SV | SF | Kvot  | PV  | PF  | Kvot  |
| ---- | ----------------------- | -- | - | - | - | -- | -- | ----- | --- | --- | ----- |
| 1    | Dominikanska republiken | 13 | 3 | 3 | 0 | 9  | 2  | 4.500 | 253 | 205 | 1.234 |
| 2    | Puerto Rico             | 10 | 3 | 2 | 1 | 8  | 5  | 1.600 | 282 | 249 | 1.133 |
| 3    | Mexiko                  | 7  | 3 | 1 | 2 | 5  | 6  | 0.833 | 229 | 232 | 0.987 |
| 4    | Trinidad och Tobago     | 0  | 3 | 0 | 3 | 0  | 9  | 0.000 | 147 | 225 | 0.653 |

      Vidare till semifinal.
      Vidare till kvartsfinal.

### Slutspel
|  | Kvartsfinaler | Kvartsfinaler | Kvartsfinaler |             |                         | Semifinaler             | Semifinaler             | Semifinaler         |                     |        | Final | Final | Final |  |
|  |               |               |               |             |                         |                         |                         |                     |                     |        |       |       |       |  |
|  |               |               |               |             |                         | Dominikanska republiken | Dominikanska republiken | 3                   |                     |        |       |       |       |  |
|  |               |               |               |             |                         | Dominikanska republiken | Dominikanska republiken | 3                   |                     |        |       |       |       |  |
|  |               |               | Kanada        | Kanada      | 1                       |                         |                         |                     |                     |        |       |       |       |  |
|  | Kanada        | Kanada        | Kanada        | Kanada      | 1                       | 3                       |                         |                     |                     |        |       |       |       |  |
|  | Kanada        | Kanada        |               |             |                         |                         |                         |                     |                     |        |       |       |       |  |
|  | Mexiko        | Mexiko        | 2             |             |                         |                         |                         |                     |                     |        |       |       |       |  |
|  | Mexiko        | Mexiko        | 2             |             | Dominikanska republiken | Dominikanska republiken | 1                       |                     |                     |        |       |       |       |  |
|  |               |               |               |             |                         |                         |                         |                     |                     |        |       |       |       |  |
|  |               |               | USA           | USA         | 3                       |                         |                         |                     |                     |        |       |       |       |  |
|  |               |               |               | USA         | 3                       |                         |                         |                     |                     |        |       |       |       |  |
|  |               |               |               |             |                         |                         |                         |                     |                     |        |       |       |       |  |
|  |               |               |               |             |                         |                         |                         |                     |                     |        |       |       |       |  |
|  |               | USA           | USA           | 3           |                         |                         | Match om tredjepris     | Match om tredjepris | Match om tredjepris |        |       |       |       |  |
|  |               |               |               | 3           |                         |                         |                         |                     |                     |        |       |       |       |  |
|  |               |               | Puerto Rico   | Puerto Rico | 0                       |                         |                         |                     |                     |        |       |       |       |  |
|  | Puerto Rico   | Puerto Rico   | Puerto Rico   | Puerto Rico | 0                       | 3                       |                         |                     | Kanada              | Kanada | 1     |       |       |  |
|  | Puerto Rico   | Puerto Rico   |               |             |                         |                         |                         |                     | Kanada              | Kanada | 1     |       |       |  |
|  | Kuba          | Kuba          | 1             |             |                         | Puerto Rico             | Puerto Rico             | 3                   |                     |        |       |       |       |  |

#### Kvartsfinaler
| 30 september 2015 Auditorio Bicentenario, Morelia Speltid: 1h:45 - Åskådare: 2 100 | Puerto Rico | 3 - 1 | Kuba   | 25-20, 25-14, 25-27, 25-18       |
| 30 september 2015 Auditorio Bicentenario, Morelia Speltid: 1h:55 - Åskådare: 2 500 | Kanada      | 3 - 2 | Mexiko | 22-25, 25-15, 25-17, 21-25, 15-8 |

#### Semifinaler
| 1º oktober 2015 Auditorio Bicentenario, Morelia Speltid: 1h:49 - Åskådare: 2 050 | Dominikanska republiken | 3 - 1 | Kanada      | 18-25, 25-20, 25-23, 25-20 |
| 1º oktober 2015 Auditorio Bicentenario, Morelia Speltid: 1h:17 - Åskådare: 2 500 | USA                     | 3 - 0 | Puerto Rico | 25–20, 25–18, 25–17        |

#### Match om tredjepris
| 2 oktober 2015 Auditorio Bicentenario, Morelia Speltid: 1h:40 - Åskådare: 2 000 | Kanada | 1 - 3 | Puerto Rico | 25-23, 19-25, 20-25, 17-25 |

#### Final
| 2 oktober 2015 Auditorio Bicentenario, Morelia Speltid: 1h:49 - Åskådare: 3 600 | Dominikanska republiken | 1 - 3 | USA | 19-25, 25-22, 18-25, 17-25 |

### Spel om plats 5-8
|  | Matcher om plats 5-8 | Matcher om plats 5-8 | Matcher om plats 5-8 |      |        | Match om femteplats  | Match om femteplats  | Match om femteplats  |  |
|  |                      |                      |                      |      |        |                      |                      |                      |  |
|  | Costa Rica           | Costa Rica           | 0                    |      |        |                      |                      |                      |  |
|  | Costa Rica           | Costa Rica           | 0                    |      |        |                      |                      |                      |  |
|  | Mexiko               | Mexiko               | 3                    |      |        |                      |                      |                      |  |
|  | Mexiko               | Mexiko               | 3                    |      | Mexiko | Mexiko               | 1                    |                      |  |
|  |                      |                      |                      |      | Mexiko | Mexiko               | 1                    |                      |  |
|  |                      |                      | Kuba                 | Kuba | 3      |                      |                      |                      |  |
|  | Trinidad och Tobago  | Trinidad och Tobago  | Kuba                 | Kuba | 3      | 0                    |                      |                      |  |
|  | Trinidad och Tobago  | Trinidad och Tobago  |                      |      |        | 0                    |                      |                      |  |
|  | Kuba                 | Kuba                 | 3                    |      |        | Match om sjundeplats | Match om sjundeplats | Match om sjundeplats |  |
|  | Kuba                 | Kuba                 | 3                    |      |        |                      |                      |                      |  |
|  |                      |                      |                      |      |        |                      |                      |                      |  |
|  |                      |                      |                      |      |        | Costa Rica           | Costa Rica           | 0                    |  |
|  |                      |                      |                      |      |        | Costa Rica           | Costa Rica           | 0                    |  |
|  |                      |                      |                      |      |        | Trinidad och Tobago  | Trinidad och Tobago  | 3                    |  |

#### Semifinaler
| 1º oktober 2015 Auditorio Bicentenario, Morelia Speltid: 1h:07 - Åskådare: 250 | Costa Rica          | 0 - 3 | Mexiko | 16-25, 18-25, 13-25 |
| 1º oktober 2015 Auditorio Bicentenario, Morelia Speltid: 0:59 - Åskådare: 980  | Trinidad och Tobago | 0 - 3 | Kuba   | 14-25, 14-25, 14-25 |

#### Match om sjundeplats
| 2 oktober 2015 Auditorio Bicentenario, Morelia Speltid: 1h:16 - Åskådare: 500 | Costa Rica | 0 - 3 | Trinidad och Tobago | 19-25, 24-26, 24-26 |

#### Match om femteplats
| 2 oktober 2015 Auditorio Bicentenario, Morelia Speltid: 1h:29 - Åskådare: 1 975 | Mexiko | 1 - 3 | Kuba | 25-18, 15-25, 15-25, 19-25 |

## Slutplaceringar
| Pos | Lag                     | Kvalificerade för                |
| --- | ----------------------- | -------------------------------- |
|     | USA                     | Nordamerikanskt kval för OS 2016 |
|     | Dominikanska republiken | Nordamerikanskt kval för OS 2016 |
|     | Puerto Rico             | Nordamerikanskt kval för OS 2016 |
| 4   | Kanada                  | Nordamerikanskt kval för OS 2016 |
| 5   | Kuba                    |                                  |
| 6   | Mexiko                  |                                  |
| 7   | Trinidad och Tobago     |                                  |
| 8   | Costa Rica              |                                  |

## Individuella utmärkelser
| Utmärkelse              | Namn            | Lag                     |
| ----------------------- | --------------- | ----------------------- |
| Mest värdefulla spelare | Nicole Fawcett  | USA                     |
| Bästa poängvinnare      | Andrea Rangel   | Mexiko                  |
| Bästa servare           | Evelyn Sibaja   | Costa Rica              |
| Bästa försvarare        | Brenda Castillo | Dominikanska republiken |
| Bästa mottagare         | Kayla Banwarth  | USA                     |
| Bästa passare           | Niverka Marte   | Dominikanska republiken |
| Bästa högerspiker       | Heidy Rodríguez | Kuba                    |
| Bästa vänsterspiker     | Andrea Rangel   | Mexiko                  |
| Bästa vänsterspiker     | Yonkaira Peña   | Dominikanska republiken |
| Bästa center            | Lucille Charuk  | Kanada                  |
| Bästa center            | Lynda Morales   | Puerto Rico             |
| Bästa libero            | Brenda Castillo | Dominikanska republiken |